# El Bananero
El Bananero   (Nova Jersey, 12 de setembre de 1976) és un productor i fenomen d'Internet conegut per carregar els seus vídeos de classe B amb humor irreverent i llenguatge obscè a elbananero.com des del 2005 i posteriorment a YouTube. Segons el diari El Universo, és un dels pioners en la plataforma i símbol d'una dècada d'entreteniment popular al començament de l'era digital.

## Biografia
Adrián Nario va néixer a Nova Jersey, Estats Units. A partir dels vuit anys es va traslladar a Montevideo, Uruguai, on va viure fins que el 2005 es va traslladar a Miami, Estats Units.
Als sis anys, els seus pares el deixaven a casa sol quan anaven anar a treballar, de manera que Adrian coneixia els canals de televisió per cable per a adults. A l'escola era tímid i per complaure els seus companys de classe, Adrian va gravar la pornografia de la televisió per mostrar-la als seus companys.
Abans de migrar als Estats Units, Adrián pertanyia a la banda ska punk uruguaiana Once Tiros, formant part de la seva primera formació.

## Fenomen d'Internet

### Inicis a la web
El 2005, Adrián decideix fer vídeos per divertir-se amb els seus amics, amb un contingut satíric, irreverent, vulgar, masclista, escatològic i obscè, on es burla de temes tabú com el sexe i paròdies de famoses pel·lícules amb produccions pròpies, capturant atenció en línia a Amèrica Llatina, va crear el seu propi lloc web anomenat elbananero.com per pujar els seus vídeos i compartir-los amb els seus companys de treball, que li van dir a altres amics i, per tant, es va convertir en viral amb el seu pseudònim El Bananero. Un any després, després de la creació de YouTube, va obrir el seu canal on també va pujar els seus vídeos i va fer un vídeo bàsic setmanal durant els tres primers mesos, després d'un any. el seu contingut va arribar a tenir visites de 15.000 a 20.000 persones, convertint-se en una celebritat d'Internet, o com es diu "celebritat de classe B", sent popular entre els adolescents de 15 anys. Normalment, el seu ritme a l'hora de crear un vídeo és de setmanes o mesos, això no va afectar els primers anys perquè no van perdre rellevància, però avui en dia les tendències estan proliferant que perden rellevància ben aviat.

### Vídeos
Entre els seus continguts es troben els "Trailerazos", que són tràilers en paròdia de pel·lícules de Hollywood amb contingut original del cinema. En els "Trailerazos" es troben "L'home que fa bon gust", "Harry el Sucio Potter" (paròdia d'Harry Potter que va obtenir més de cent milions de visites en aquell moment), "El Impotente Hulk" (paròdia d'Hulk), etc. La paròdia de la sèrie animada He-Man realitzada per El Bananero és "Iván el Trolazo", motiu pel qual van tancar el canal de YouTube quan va ser reclamat per Mattel, però va obrir un altre canal que va arribar als 1 milió de subscriptors el 2016 Entre els seus vídeos destacats es troba el "Sistema de mossegada".
A causa del contingut gràfic dels seus vídeos, on generalment es mostren els òrgans sexuals, els seus vídeos s'han eliminat de la plataforma, de manera que van començar a posar un pòster de censura en aquelles parts del vídeo per a la seva versió a YouTube, mentre que a la seva pàgina web el manté sense censura.
El gener de 2015, El Bananero va sorprendre als seus seguidors a Twitter, publicant una foto amb una de les actrius més populars de la pornstar, el moment de Mia Khalifa, amb qui va pujar un vídeo per al seu canal, Mia Khalifa vs La Muñeca Psicótica System.

### Espectacles a Amèrica Llatina
A més de guanyar-se la vida en una feina diària com a productor audiovisual i com a youtuber, també va fer gires a Amèrica Llatina des del 2014. Ha presentat el seu programa de stand up comedy amb un to per a adults, a països com Perú, Colòmbia, Costa Rica, Argentina, Equador, Mèxic, Uruguai, Xile, Bolívia, entre d'altres.
El 2016, en una entrevista televisiva en viu per a CNN Xile, El Bananero es va acomiadar mostrant un penis dibuixat al pit i va dir que volia ensenyar al membre de la masculinitat a CNN abans de acomiadar-se.